# 영산김씨세장비
영산김씨세장비(永山金氏世葬碑)는 대한민국 전라남도 영광군 불갑면 모악리 마을의 도로가에 자리하고 있는 비이다. 1987년 1월 15일 전라남도의 문화재자료 제142호로 지정되었다.

## 개요
모악리 마을의 도로가에 자리하고 있는 비이다.
비몸돌을 세운 후 지붕돌을 올린 일반적인 모습이며, 비몸 앞면에는 '유조선국영산김씨세장비'라는 비의 명칭을 세로로 새겨 놓았다.
1919년 봄 영산김씨 23대손인 김철이 중국 상하이에서 몰래 입국하여 써 놓았던 비문을, 김광섭이 3·1 만세운동 후 비에 새겨 세워놓은 것이다. 1937년 중·일전쟁 때 일본인 경찰이 이 비를 발견하고는 '조선국'이라는 글씨를 망치로 짓이겨 넘어뜨린 후 파묻어 놓았던 것을, 광복 후 김씨문중에서 다시 찾아 이곳에 세웠다.
3·1 만세운동 후 검거열풍이 일었던 불안한 시대에 당당히 민족의 자주성을 보여주는 보기드문 비로, 옆에는 1984년 문중에서 세워둔 '김철선생기념비'가 함께 놓여 있다.

## 참고 문헌
- 영산김씨세장비 - 국가유산청 국가유산포털